# Romain Bardet
Pour les articles homonymes, voir Bardet.
Romain Bardet, né le 9 novembre 1990 à Brioude (Haute-Loire), est un coureur cycliste français, professionnel de 2012 à 2025. Très bon grimpeur, il est vainqueur de quatre étapes du Tour de France en 2015, 2016, 2017 et 2024 ainsi que d'une étape du Tour d'Espagne en 2021. Il termine deuxième du Tour de France 2016 derrière Christopher Froome, et troisième l'année suivante. En 2018, il est vice-champion du monde sur route. Il remporte le classement de meilleur grimpeur du Tour de France 2019.

## Biographie

### Jeunesse et carrière amateur

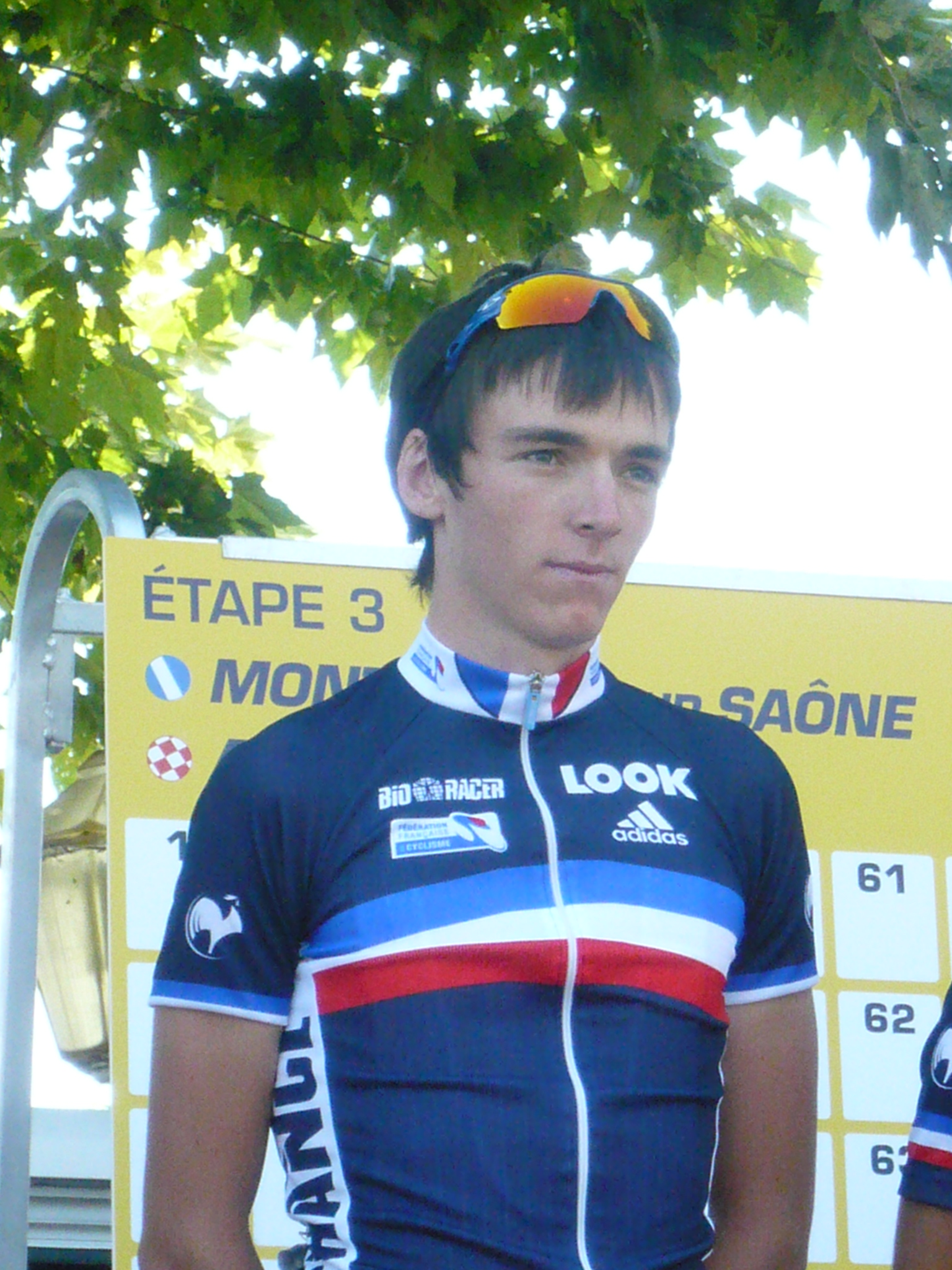
Romain Bardet lors du Tour de l'Ain 2010.

Romain Bardet est né le 9 novembre 1990 à Brioude (Haute-Loire), d'un père instituteur et d'une mère infirmière,. Il a une sœur, de six ans sa cadette. La famille réside à Paulhac, près de Brioude. Très tôt intéressé par le vélo, Romain Bardet commence le cyclisme en 1999, à l'âge de huit ans, et prend sa première licence en 2000 au Vélo Sport Brivadois,, auquel appartient son père. Dans sa jeunesse, Bardet soutient tout particulièrement le grimpeur David Moncoutié.
Il obtient une première « victoire significative » en catégorie cadet, en remportant le championnat d'Auvergne. Passé junior l'année suivante, il est le meilleur Auvergnat de la catégorie, et l'un des meilleurs jeunes français lors des courses du Challenge national. Ses résultats lui permettent d'être sélectionné en équipe de France de cette catégorie, et d'en être l'un des meilleurs éléments en 2008. Il est douzième du championnat d'Europe et treizième du championnat du monde sur route junior cette année-là. Il gagne une étape de la Course de la Paix juniors avant d'en être déclassé à cause d'une erreur de parcours. Il est recruté en 2009 par le CR4C Roanne, club de Division nationale 1 (DN1). Évoluant en catégorie espoirs (moins de 23 ans), il est notamment cinquième du Tour des Pays de Savoie. En juillet, il est contacté par Vincent Lavenu, manager de l'équipe professionnelle AG2R La Mondiale, afin d'intégrer en 2010 la structure de formation associée à celle-ci, le Chambéry CF.
Durant sa première année à Chambéry, Romain Bardet gagne une étape de la Ronde de l'Isard, dont il prend la neuvième place, se classe sixième du Tour de l'Avenir, huitième du Tour des Pays de Savoie. En 2011, il cumule tout d'abord les places d'honneur. Deuxième de Liège-Bastogne-Liège espoirs en avril, il est ensuite sixième de Toscane-Terre de cyclisme et du Tour du Frioul-Vénétie julienne qui se disputent en Italie. En France, Bardet est quatrième de la Ronde de l'Isard d'Ariège. Il remporte ensuite deux étapes du Tour des Pays de Savoie. En août 2011, Romain Bardet est recruté par l'équipe ProTeam AG2R La Mondiale, qui l'engage pour deux saisons à compter de 2012. Il dispute ensuite le Tour de l'Ain avec l'équipe de France espoirs. Il termine à deux reprises dans les dix premiers d'une étape et se classe douzième au classement final. Faisant partie des favoris du Tour de l'Avenir, il obtient la deuxième place de la première étape. Il perd toute chance de victoire deux jours plus tard en concédant plus de trois minutes, après s'être « neutralisé » avec l'autre favori Nairo Quintana,. Une nouvelle fois deuxième le lendemain, il s'impose finalement le jour suivant au terme de la cinquième étape. Il termine ce Tour douzième du classement général et remporte le classement par points.
En parallèle de sa carrière de cycliste professionnel, Romain Bardet a entamé dès 2011 des études de commerce dans le cadre du programme Grande École adapté aux sportifs de haut niveau au sein de Grenoble École de management. Il obtient en 2015 le diplôme d'études supérieures en management.

### Carrière professionnelle

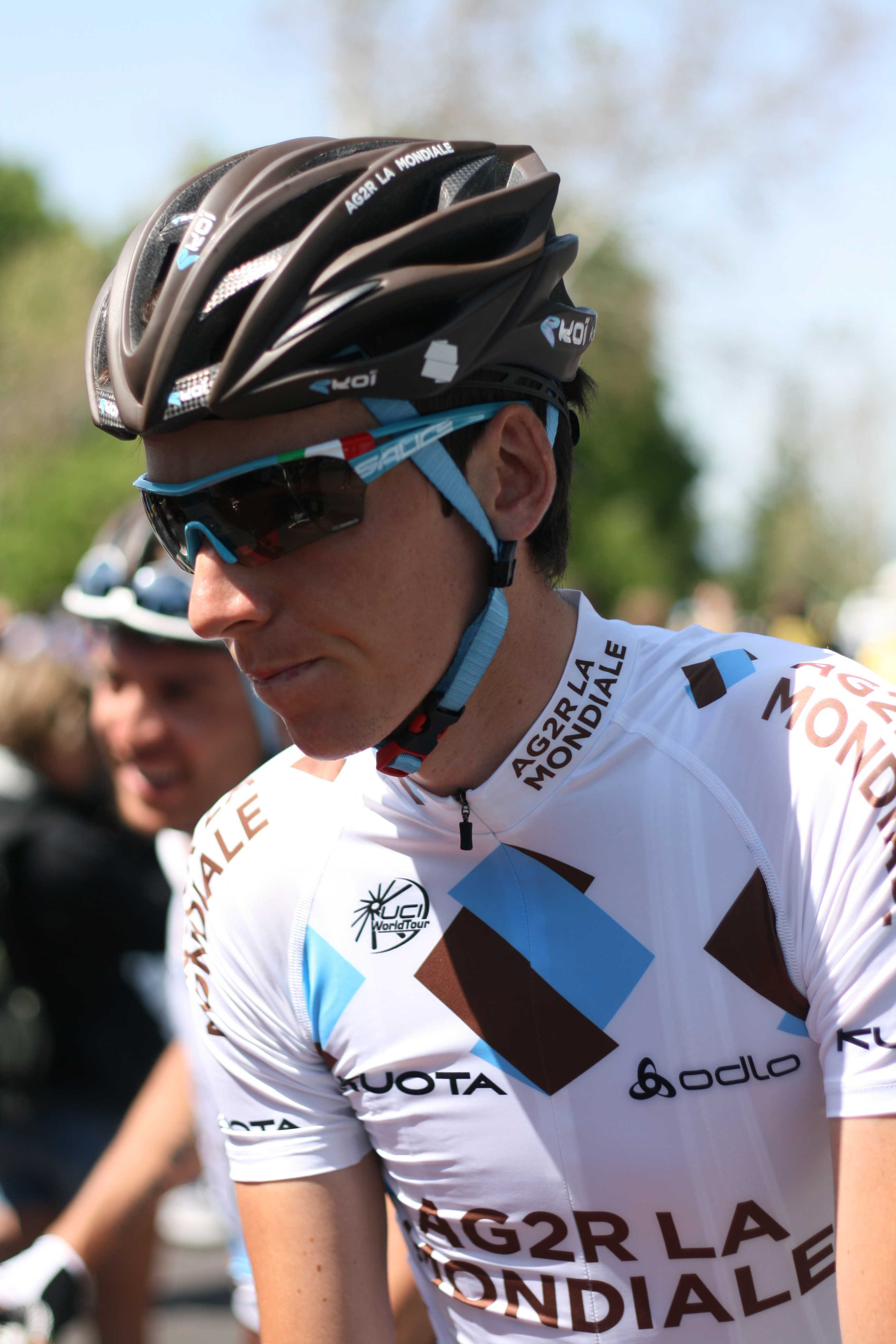
Romain Bardet lors du Tour de Californie 2012.

#### 2012: Première saison chez les professionnels
Romain Bardet intègre l'équipe AG2R La Mondiale pour la saison 2012. Gilles Mas, directeur sportif de l'équipe, le compare alors à Alexandre Vinokourov « par sa détermination et son application ». Dès sa première course, le Grand Prix d'ouverture La Marseillaise, fin janvier, il s'illustre en sortant du peloton en fin de course, au sein d'un groupe de coureurs, et prend la douzième place, dans le temps du vainqueur Samuel Dumoulin. En avril, il se distingue lors de l'Amstel Gold Race. Parti dans l'échappée matinale qui compte jusqu'à 13 minutes d'avance, il est le dernier à être repris à neuf kilomètres de l'arrivée après plus de 220 kilomètres d'échappée. Il termine la course à la 25e place. À la fin du mois, il prend la quatrième place du Tour de Turquie après avoir achevé à cette même place l'étape reine menant à Elmali.
Durant l'été, il est douzième du Tour de Pologne et obtient une deuxième place lors de la cinquième étape du Tour de l'Ain derrière Thibaut Pinot. Cette première saison professionnelle, jugée prometteuse lui vaut un prolongement d'un an de son contrat avec AG2R La Mondiale, soit jusqu'en 2014 En toute fin de saison, il réalise une nouvelle performance à l'occasion du Tour de Lombardie, où il s'échappe près de 200 kilomètres et passe seul en tête le mur de Sormano, succédant ainsi à Ercole Baldini qui l'avait franchi lui aussi seul en tête, cinquante ans auparavant en 1962. Il finit 29e, son cinquième classement parmi les trente premiers d'une classique d'envergure de la saison.

#### 2013: Premier Français du Tour de France
En 2013, il est à l'attaque dans le final des Flèche wallonne et Liège-Bastogne-Liège. Il termine cette dernière course à la treizième place. En juin, il participe à la Route du Sud, terminant 4e au général, à neuf secondes du vainqueur Thomas Voeckler. Romain Bardet est sélectionné par Vincent Lavenu pour effectuer son premier Tour de France. Échappé dans un groupe, lors de la 9e étape, comportant 5 cols à franchir, il montre ses capacités de grimpeur et est le dernier repris par le groupe des favoris dans le col de la Hourquette d'Ancizan. Il est désigné combatif du jour. Jean-Christophe Péraud abandonne à cause d'une fracture de la clavicule provoquée par une chute lors de la 17e étape. Romain Bardet devient donc le leader de la formation AG2R La Mondiale et termine l'épreuve à la 15e place au classement général à 26 minutes et 42 secondes du vainqueur Christopher Froome. En août, Bardet remporte sa première victoire en senior en gagnant le Tour de l'Ain. Sélectionné ensuite pour la course en ligne des championnats du monde de Florence, une première pour lui à ce niveau, Bardet termine cette course en 28e place.

#### 2014: La confirmation
En 2014, Romain Bardet reprend la compétition lors du Grand Prix d'ouverture La Marseillaise où il se classe 10e à l'issue du sprint final. Il est ensuite treizième du Tour d'Oman et meilleur jeune. De retour en France, il est le 1er mars quatrième de la Classic Sud Ardèche, il s'échappe le lendemain dans les derniers kilomètres de la Drôme Classic et s'impose en solitaire. Leader de son équipe pour Paris-Nice, il chute à 20 kilomètres de l'arrivée de la 1re étape et travaille ensuite pour son coéquipier Carlos Betancur qui remporte deux étapes et le classement général. Au Tour de Catalogne, épreuve World Tour, il termine deuxième de la quatrième étape, la plus difficile, disputée dans le brouillard et le froid, au sommet de Vallter 2000. Attaquant à moins d'un kilomètre de la ligne, il est repris par Tejay van Garderen qui remporte l'étape devant lui. Cette place lui permet de devenir quatrième du classement général, place qu'il conserve jusqu'à la fin.

Pour sa seconde participation au Tour de France, il termine à la sixième place du général et porte le maillot blanc de meilleur jeune pendant six étapes. Il obtient également la seconde place lors du Tour de l'Ain, à seulement onze secondes du vainqueur. Initialement présélectionné pour la course en ligne des championnats du monde, il est retenu comme chef de file de l'équipe de France avec Tony Gallopin. Il s'y classe 62e. La semaine suivante, la prolongation du contrat de Bardet avec AG2R La Mondiale jusqu'en 2018 est annoncée,.

#### 2015: Vainqueur d'une étape du Tour de France
Romain Bardet commence sa saison 2015 en février par le Grand Prix d'ouverture La Marseillaise. Après une session d'entraînement dans la région de Nice, il part en Espagne pour reprendre la compétition. Sa première course à étapes de l'année se passe à la fin du mois de février, il s'agit du Tour d'Andalousie que remporte Christopher Froome devant Alberto Contador, le Français se classant cinquième.

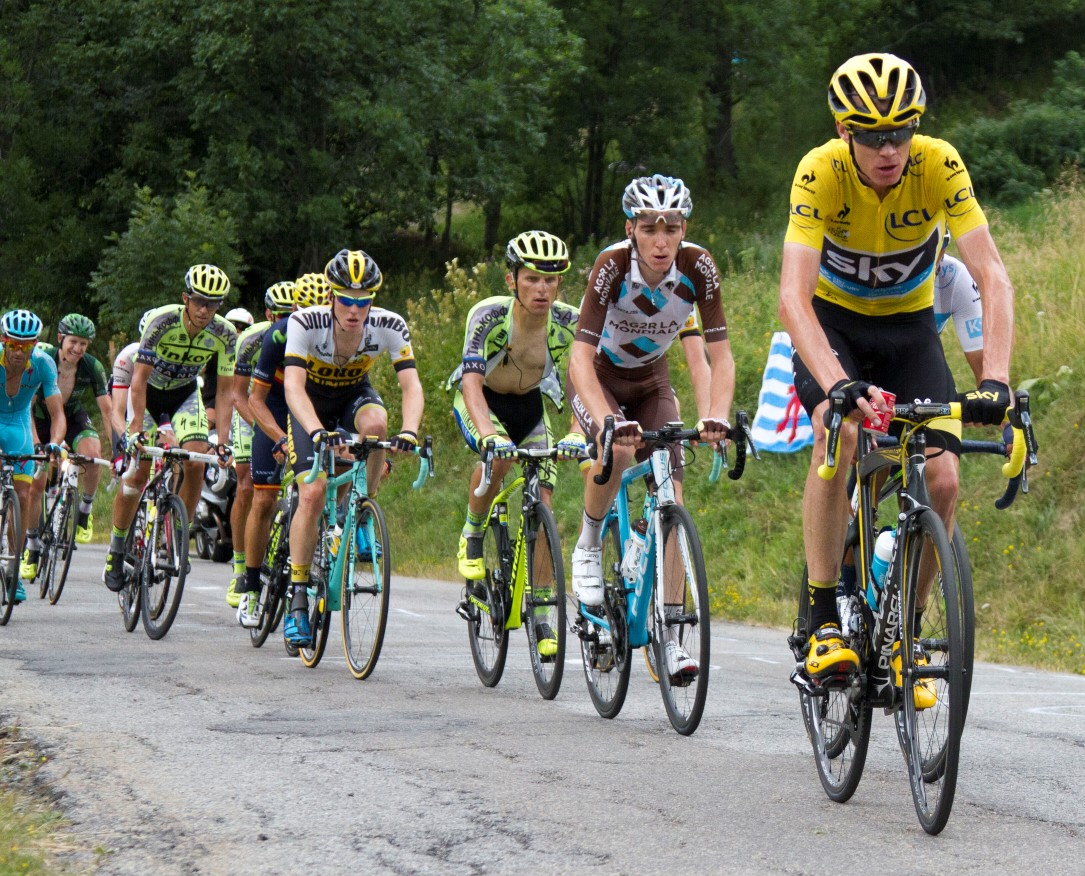
Romain Bardet derrière Christopher Froome, lors du Tour de France 2015.

Romain Bardet prépare le Tour de France en participant au Critérium du Dauphiné où il remporte l'étape de Pra-Loup grâce à une attaque dans la descente du col d'Allos. Il s'empare du maillot blanc de meilleur jeune. Le lendemain, il chute et il perd le maillot blanc de meilleur jeune au profit de Simon Yates et au général, il recule de la 3e place à la 9e place. Enfin, lors des septième et huitième étapes, il finit à la 6e place et se classe finalement 6e au général. Lors du Tour de France, il est distancé par le peloton du maillot jaune lors des deux premières étapes pyrénéennes. Romain Bardet part alors dans des échappées lors des douzième et quatorzième étapes. Au plateau de Beille, il se montre moins fort que Joaquim Rodriguez et Jakob Fuglsang. À Mende, alors qu'il attaque dans la côte de la Croix Neuve, il est rejoint au sommet de cette dernière difficulté par Thibaut Pinot. Les deux Français ne s'entendent pas pour rouler dans le dernier kilomètre. Le Britannique Steve Cummings, qui n'avait pas été assez distancé par les deux coureurs, en profite alors pour les dépasser dans le faux-plat descendant et gagner l'étape. Romain Bardet repart en échappée dans le final du col du Glandon lors de la 18e étape. Il effectue alors la descente de ce col en solitaire et résiste à ses poursuivants dans les lacets de Montvernier pour s'imposer à Saint-Jean-de-Maurienne, sa première victoire sur le Tour de France, qui lui permet du même coup de revenir parmi les dix premiers au classement général. Le lendemain, il prend possession du maillot blanc à pois rouges du meilleur grimpeur, qu'il perd le surlendemain au profit de Christopher Froome. Grâce à ses nombreuses échappées, il est désigné super-combatif de ce Tour de France, qu'il termine à la 9e place.
Sélectionné par Bernard Bourreau en équipe de France avec Warren Barguil, Thibaut Pinot, Alexis Vuillermoz et Tony Gallopin pour participer au Aquece Rio-International Road Cycling Challenge, course pré-Jeux olympiques de Rio, Romain Bardet s'y classe 3e, à 22 secondes du vainqueur Alexis Vuillermoz. Non retenu pour la course en ligne des championnats du monde de Richmond, Bardet cible en fin de saison le Tour de Lombardie où il termine 17e.

#### 2016: Podium sur le Tour de France et nouvelle victoire d'étape
Durant l'intersaison, Romain Bardet s'essaie à d'autres sports et passe des examens pour son mémoire de fin d'études. Pour 2016, son calendrier s'annonce similaire à celui de 2015. Vincent Lavenu, dirigeant de son équipe, annonce en novembre 2015 que Bardet est considéré comme le seul chef de file de son équipe pour le Tour de France, contrairement à 2015 où Bardet était accompagné de Jean-Christophe Péraud. Il reprend la compétition au Grand Prix d'ouverture La Marseillaise. Il enchaine ensuite avec le Tour d'Oman. Il finit deuxième de l'étape reine au Djebel Akhdar derrière Vincenzo Nibali. Les positions sont les mêmes au classement général final. Il dispute ensuite la Classic Sud Ardèche et la Drôme Classic, qu'il finit respectivement aux cinquième et huitième places. Une semaine plus tard, il participe à sa première course UCI World Tour de l'année qui est Paris-Nice qu'il finit à la neuvième place. Il participe ensuite au Tour de Catalogne, qu'il finit à la sixième place, en s'étant classé troisième de la première des deux étapes reines à La Molina derrière Daniel Martin et Alberto Contador. Il participe ensuite au Tour du Trentin qu'il finit à la sixième place, en préparation de Liège-Bastogne-Liège qu'il termine à la treizième place. Au Tour de Romandie, il est diminué par une gastro-entérite et il finit 27e du classement général.
Bardet participe au Critérium du Dauphiné. Lors du prologue en côte, il termine 7e. Lors de la deuxième étape, il chute avec son compatriote et coéquipier Alexis Vuillermoz dans le dernier kilomètre ce qui lui fait perdre 43 secondes sur le peloton et il passe de la 7e à la 22e place au général. Il n'est pas dans le même temps que le peloton car c'est une arrivée au sommet. Lors de la cinquième étape qui est une étape de montagne, alors qu'il est 19e au général au départ, il termine 6e à Vaujany. Le lendemain, il part à 70 km de l'arrivée dans le col de la Madeleine et rejoint l'échappée matinale. À ce moment-là de la course, il est virtuel maillot jaune. Dans l'ascension finale de Méribel, il attaque, est rejoint par Thibaut Pinot qui le bat au sprint. À la veille de la dernière étape, il est 3e au général à 21 secondes de Christopher Froome, 1er, et il est dans le même temps que Richie Porte, dauphin du coureur britannique. Lors de la dernière étape se finissant à SuperDévoluy, il termine 3e et 2e au général final à 12 secondes de Christopher Froome, vainqueur. Il participe ensuite au championnat de France sur route à Vesoul. Sur un tracé sélectif, il participe à plusieurs attaques. Il n'est cependant pas dans l'échappée décisive constituée avec Arthur Vichot, Tony Gallopin et Alexis Vuillermoz. Vichot s'impose au sprint, Bardet finissant dixième.
Sur le Tour de France qui suit, Bardet remporte la dix-neuvième étape qui menait à Saint-Gervais-les-Bains. Attaquant en compagnie de son équipier Mikaël Cherel à 10 kilomètres de l'arrivée, il se détache du peloton, rattrape Rui Costa, alors, en tête, et conclut en solitaire. Cette victoire, la première française sur le Tour de France 2016, lui permet de passer de la cinquième place à la deuxième, aidé en partie par la chute de Mollema et la petite défaillance d'Adam Yates. Il tient cette place jusqu'à Paris, et monte donc sur le podium en compagnie du maillot jaune Christopher Froome et de Nairo Quintana, troisième.
Bardet, Alexis Vuillermoz, Warren Barguil et Julian Alaphilippe constituent la sélection française pour la course en ligne des Jeux olympiques. Il est lâché dans la dernière des trois ascensions de Vista Chinesa et termine finalement 24e, tandis que son coéquipier de l'équipe de France, Julian Alaphilippe, termine quatrième.
Sa fin de saison est marquée par la participation à plusieurs courses d'un jour avec comme meilleurs résultats une deuxième place au Tour d'Émilie puis une quatrième place au Tour de Lombardie où il est longtemps à la lutte pour la victoire. En fin d'année, il est classé 8e du classement World Tour et 6e du Classement mondial UCI. Il est récompensé du Vélo d'or français pour ses résultats durant toute la saison.

#### 2017: Nouveau podium sur le Tour de France et nouvelle victoire d'étape
En mars, Romain Bardet est exclu de Paris-Nice par les commissaires, pour s'être accroché à une voiture de son équipe après avoir chuté. Il s'est dit « profondément désolé » pour cette « erreur », et il a lui-même justifié sa disqualification comme un « garde-fou nécessaire ». En juin, il termine sixième au Critérium du Dauphiné.
En juillet, il démarre le Tour de France en forme ascendante. Il attaque dans la descente du mont du Chat mais finit par être rattrapé par le peloton des favoris à l'approche de Chambéry. Le 13 juillet, il remporte la douzième étape à Peyragudes en devançant les autres favoris dans le mur final. Dans les Alpes, il attaque à plusieurs reprises mais sans parvenir à lâcher Christopher Froome. Romain Bardet est deuxième au classement général, à 23 secondes seulement derrière Froome, à la veille de l'ultime contre-la-montre de Marseille. Ayant peiné sur les 22,5 kilomètres du parcours y compris l'ascension de Notre-Dame de la Garde, il termine à la 52e place de cette étape, perdant 117 secondes sur Froome, et cédant la deuxième place à Rigoberto Urán. Il garde une troisième place sur le podium avec une seconde d'avance sur Mikel Landa, à 2 minutes 20 du maillot jaune.
Du 19 août au 10 septembre, il participe à son premier Tour d'Espagne. Après un début difficile, et malgré un contre-la-montre catastrophique en Navarre le 5 septembre (il termine 159e sur 164 coureurs, à 8 minutes 23 secondes de Froome, vainqueur de l'étape), Romain Bardet remonte au classement général, mais sans remporter aucune étape. Il achève cette Vuelta à la 17e place, et premier coureur français, à 31 minutes 21 secondes derrière le vainqueur Christopher Froome.

#### 2018: Premiers podiums sur les classiques et aux Mondiaux

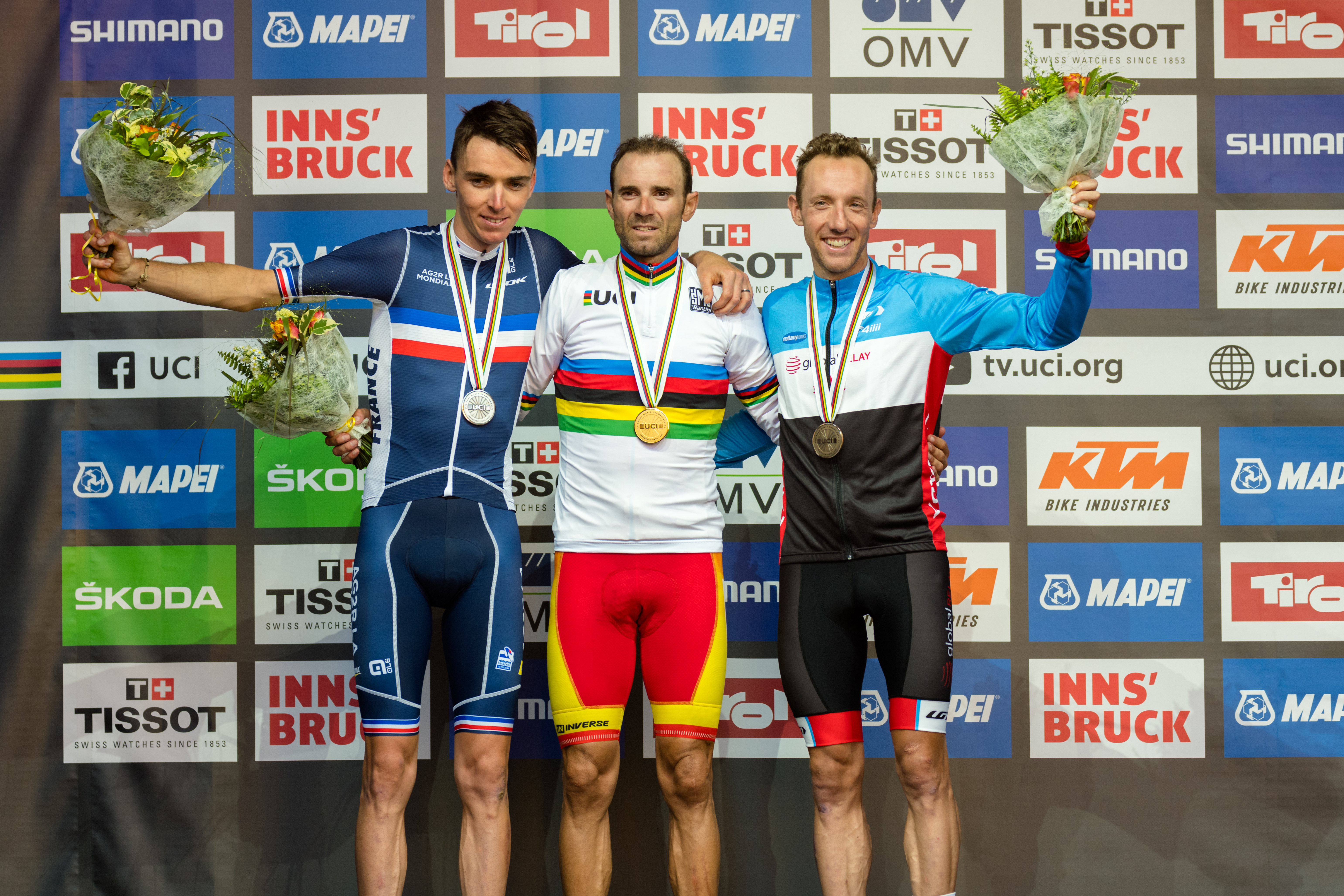
Podium des mondiaux 2018

Victime d'un accident domestique, il doit retarder sa reprise. Il remporte en solitaire la Classic de l'Ardèche dès son deuxième jour de course. Il se distingue ensuite sur les Strade Bianche, une classique dont le prestige augmente chaque année et qu'il souhaitait absolument découvrir. Il prend la deuxième place de la course derrière Tiesj Benoot, après une longue échappée avec le triple champion du monde de cyclo-cross Wout van Aert. Par la suite, il dispute Tirreno-Adriatico et le Tour du Pays basque où il termine à la 13e place au classement général avec une participation entre ces deux courses à À travers les Flandres, pour s'habituer aux pavés en vue du Tour de France.
Une semaine après la dernière étape du Tour du Pays basque, il participe au Tour du Finistère qu'il termine à la deuxième place derrière Jonathan Hivert. Il est ensuite neuvième de la Flèche wallonne et troisième de Liège-Bastogne-Liège, derrière Bob Jungels et Michael Woods. Il s'agit de son premier podium sur une classique « Monument ».
Il reprend la compétition un peu plus d'un mois plus tard avec le Critérium du Dauphiné où il fait d'abord un bon contre-la-montre par équipes en compagnie de ses coéquipiers d'AG2R La Mondiale où ils prennent la septième place à 1 minute 30 du Team Sky avant de terminer dans les 6 premiers des quatre étapes de montagne en ayant animé la course. Il termine troisième au classement général du Dauphiné, devancé par Geraint Thomas, le vainqueur, et Adam Yates.
Le Tour de France 2018 est difficile pour Romain Bardet. Dès la première semaine, il subit un incident mécanique à Mûr-de-Bretagne. Lors de l'étape des pavés, son vélo crève à trois reprises, son équipe ayant oublié de le pourvoir en boyaux renforcés. Il perd plusieurs équipiers : Axel Domont, Tony Gallopin, Alexis Vuillermoz doivent abandonner la course. Dans les Alpes, il ne peut suivre Geraint Thomas qui endosse alors le maillot jaune. Dans les Pyrénées, il subit une défaillance dans la montée du col de Portet, et il rétrograde de la cinquième à la huitième place au classement général. Deux jours plus tard, pendant la dernière étape pyrénéenne, il attaque dès la montée du Tourmalet, mais il ne peut suivre Primož Roglič dans la descente du col d'Aubisque, et il arrive troisième à Laruns. Après un contre-la-montre réussi (où il se classe 22e), il remonte à la sixième place et termine le Tour de France à 6 minutes 57 secondes derrière le vainqueur Geraint Thomas.
Fin septembre, Romain Bardet participe aux championnats du monde de cyclisme à Innsbruck. Après avoir effectué un travail d'équipier pour le leader désigné Julian Alaphilippe, celui-ci est lâché dans la dernière montée, ce qui permet à Bardet de jouer sa carte. Il est finalement vice-champion du monde, battu dans un sprint à quatre par Alejandro Valverde.

#### 2019: Maillot à pois au Tour de France

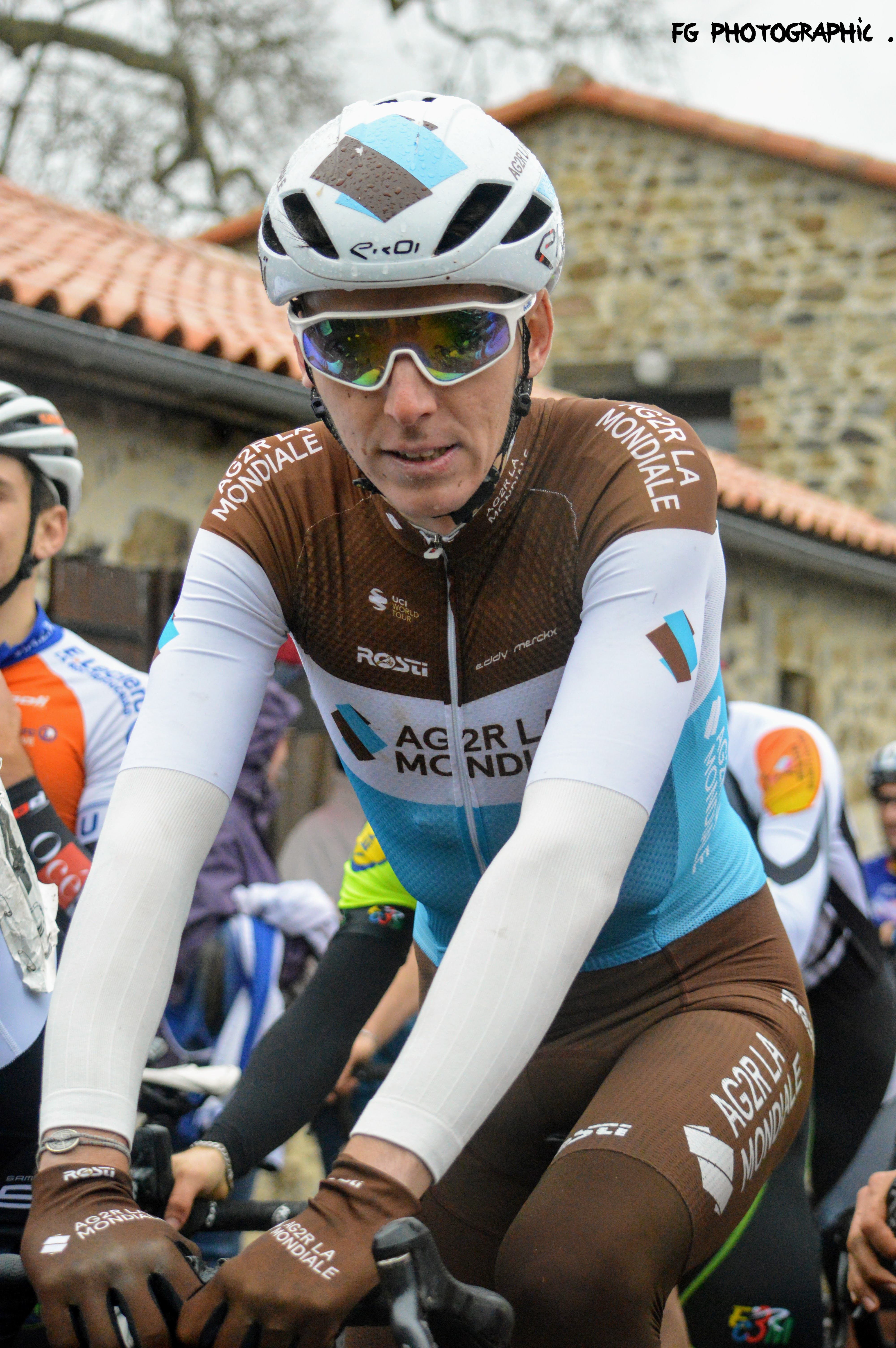
Romain Bardet en décembre 2019.

Il décide d'axer sa saison sur le Tour de France. Il commence l'année par deux deuxièmes places derrière Thibaut Pinot lors du Tour du Haut-Var (le général et l'étape du Mont Faron). Il s'aligne ensuite sur la Classic de l'Ardèche et la Drôme Classic qu'il finit respectivement aux 4e et 7e places.
Son premier gros objectif de la saison arrive avec Paris-Nice où il souhaite faire une performance. Après avoir limité la casse dans le contre-la-montre (il termine 28e à 1 minute 15 du vainqueur de l'étape, Simon Yates), il termine 18e d'étape au col du Turini, à 39 secondes des deux futurs premiers de ce Paris-Nice, Egan Bernal et Nairo Quintana. Le lendemain, il essaye d'attaquer en sortant du groupe maillot jaune sans succès. Il termine quinzième de l'étape et cinquième au classement général à 1 minute 45 du lauréat de l'épreuve, Egan Bernal. La semaine suivante, il participe à Milan-San Remo qu'il termine à la 50e place. Il participe ensuite au Tour de Catalogne. Avant le début de la dernière étape, il est huitième au classement général, mais, pris dans une chute collective et touché aux côtes, il est contraint à l'abandon.
Sur le Tour de France, son équipe AG2R se classe 19e sur 22 lors du contre-la-montre de Bruxelles : un « coup de massue » selon Romain Bardet, qui subit lui-même une défaillance lors de la montée vers La Planche des Belles Filles, où il arrive plus d'une minute après Geraint Thomas et Thibaut Pinot. Les déboires se poursuivent au contre-la-montre individuel de Pau, où Bardet se classe 39e, et plus encore le lendemain, où il subit une défaillance dès le col du Soulor : à l'arrivée au Tourmalet, il a plus de vingt minutes de retard sur le vainqueur Thibaut Pinot. Après avoir annoncé « une grosse remise en question » à la suite de cet échec, il endosse le maillot à pois du meilleur grimpeur lors de la 18e étape, après avoir franchi en seconde position les cols de Vars, d'Izoard et du Galibier. Il termine le Tour à la 15e place, à 30 minutes 28 secondes derrière le vainqueur Egan Bernal.
À la suite de ces résultats jugés décevants, Bardet décide d'arrêter sa saison 2019 pour se « régénérer physiquement et mentalement ».

#### 2020: Abandon sur le Tour de France
Le 13 novembre 2019, Romain Bardet annonce un programme radicalement nouveau pour la saison 2020. Renonçant au Tour de France, malgré un parcours très montagneux qui semblait adapté à ses capacités, il entend participer au Giro et à la Vuelta, ainsi qu'aux Jeux olympiques et aux championnats du monde, s'il est sélectionné. Tout d'abord, il se classe 2ème du Tour des Alpes-Maritimes et du Var et 19ème de Paris-Nice. Mais, son programme initial est compromis par le report du Giro et des Jeux olympiques en raison de la pandémie de Covid-19. Prenant acte de cette situation, Bardet annonce le 16 avril 2020 sa participation au Tour de France, reporté du 29 août au 20 septembre.
Lors de la reprise des compétitions en été, il est huitième de la Route d'Occitanie puis sixième du Critérium du Dauphiné.
Il prend donc le départ de son huitième Tour de France le 29 août. Il y ambitionne de gagner une étape et de porter le maillot jaune mais annonce ne pas viser le classement général. Placé parmi les favoris lors de la première semaine, il subit une chute sans conséquences lors de la huitième étape. Lors des derniers kilomètres de cette étape, il attaque dans la descente vers Loudenvielle et reprend quelques secondes face aux autres favoris. Il perd ensuite onze secondes sur Primož Roglič ou Egan Bernal lors de l'étape suivante. Il aborde la 13e étape sur ses routes d'Auvergne en 4e position du classement général à 30 secondes du maillot jaune Primož Roglič. Subissant une chute à 85 km de l'arrivée, il revient dans le peloton, puis il est distancé dans les ascensions du col de Néronne et du Pas de Peyrol et termine l'étape à 2 min 30 s de Roglič et de Tadej Pogačar. Après la course, une commotion cérébrale lui est diagnostiquée ce qui le contraint à abandonner, pour la première fois depuis sa participation au Tour de France.
Romain Bardet revient à la compétition, et il se classe 7e de Paris-Tours en octobre, après avoir aidé son équipier Benoît Cosnefroy, puis 25e du Tour des Flandres, sa dernière course dans l'équipe AG2R.

#### 2021: Changement d'équipe, top 10 au Giro et première victoire d'étape sur la Vuelta
Romain Bardet annonce le 10 août 2020 qu'il quitte AG2R La Mondiale après neuf saisons passées chez eux pour rejoindre la formation DSM en 2021. Il lance sa saison avec une 62e place au Circuit Het Nieuwsblad puis une 20e place sur les Strade Bianche.
Pour préparer le Tour d'Italie, il participe ensuite à Tirreno-Adriatico, sa première course à étapes de l'année, qu'il termine à la huitième place puis au Tour des Alpes achevé à la neuvième place. Pour la première fois de sa carrière, il participe au Tour d'Italie, le principal objectif de la saison. Il termine la 1ère étape à une modeste 91e place. Coleader avec Jai Hindley, il devient finalement le leader unique de la DSM à la suite des défaillances puis à l'abandon du coureur australien. Remontant au classement progressivement, le Français intègre le top 10 lors de la 14e étape au monte Zoncolan puis se retrouve à la 9e place le lendemain à la suite de l'abandon d'Emanuel Buchmann. Bardet termine deuxième de la 16e étape à Cortina d'Ampezzo, à 27 secondes du vainqueur et maillot rose Egan Bernal. Grâce à cette étape et à la défaillance de Remco Evenepoel, il gagne deux places au classement général. Replacé à la cinquième place du général la veille du contre-la-montre de Milan, il se classe finalement septième de son premier Giro, à 8 minutes 5 secondes du vainqueur Egan Bernal.
Après deux mois d'absence, en août, il gagne en solitaire la troisième étape du Tour de Burgos, ayant passé en premier le Picón Blanco puis résisté à ses poursuivants. Leader du général au départ de la dernière étape, il est distancé dans les trois derniers kilomètres de l'ascension, après une attaque de Mark Padun et se classe finalement 34e de l'étape. Il termine sixième du général final, remporté par son dauphin Mikel Landa et explique avoir le dos bloqué depuis sa chute lors de la troisième étape.
La malchance poursuit Bardet sur la Vuelta, quelques jours plus tard : après une bonne performance au contre-la-montre initial (14e), il est pris dans une chute massive sur la cinquième étape et concède un retard de douze minutes. Le 28 août, il remporte en solitaire la 14e étape au Pico Villuercas en Estrémadure et endosse le maillot de meilleur grimpeur, avant de le céder à son coéquipier Michael Storer. Il termine la course 25e du général et deuxième du classement des grimpeurs.
Il fait ensuite partie de l'équipe de France qui dispute le championnat d'Europe sur route où il se classe douzième. Présélectionné pour la course en ligne des championnats du monde, un coup de froid l'empêche de s'entraîner en préparation de la course et il déclare forfait avant l'annonce de la sélection officielle. Il achève la saison en terminant cinquième du Tour de Sicile et huitième du Tour de Lombardie. Le lendemain, il prend part au Roc d'Azur, une épreuve de VTT du Sud de la France, où il termine à la onzième place.

#### 2022: Victoire sur le Tour des Alpes, abandon au Tour d'Italie et top 10 au Tour de France

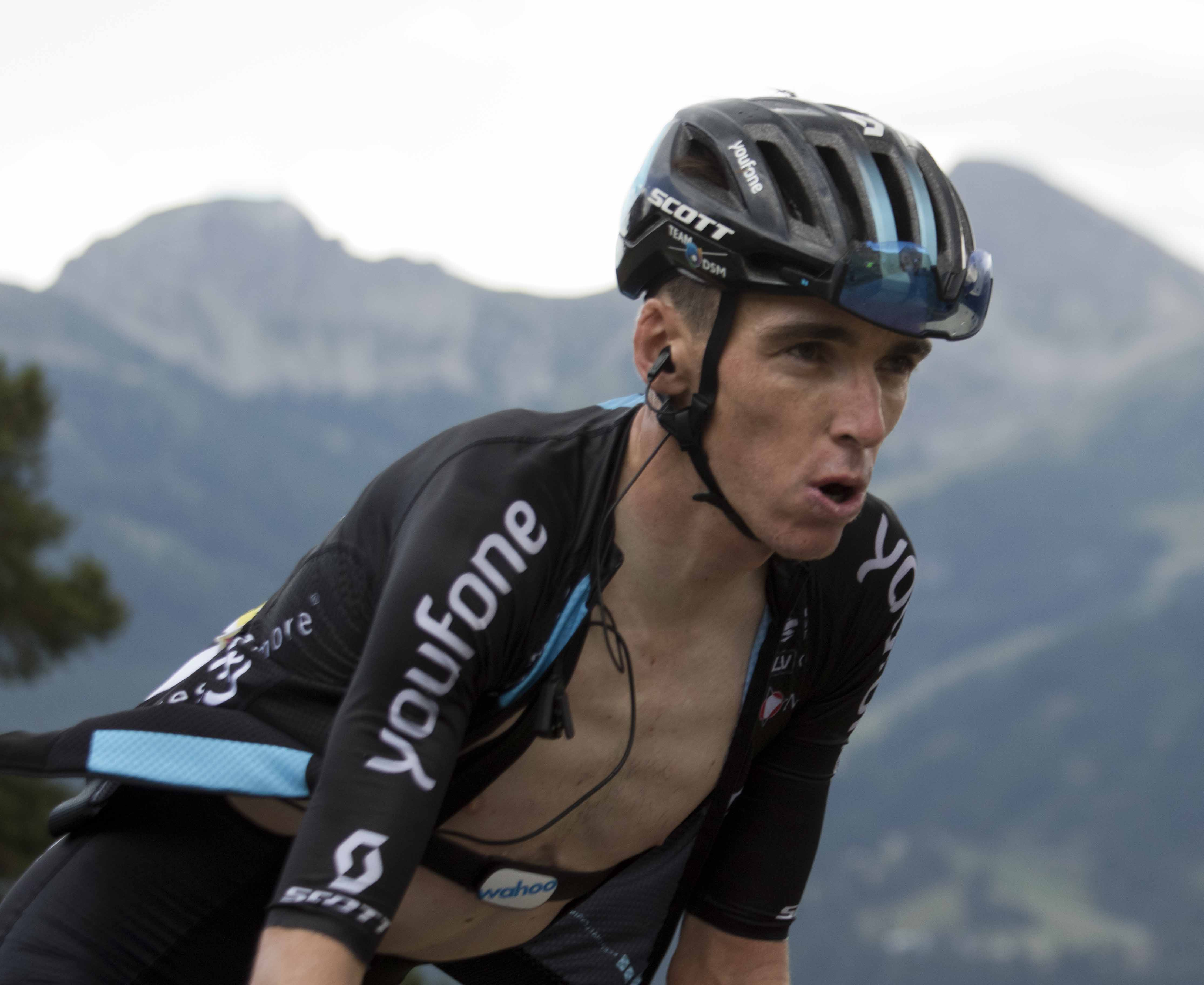
Romain Bardet lors du Tour de France 2022.

Romain Bardet reprend sa saison sur le Tour des Émirats arabes unis où il se classe finalement 9e. En mars, sur Tirreno-Adriatico, il termine 12e au classement final. Il participe en avril au Tour des Alpes où il est bien classé sur toutes les étapes, ce qui lui vaut la victoire finale, la première sur une course à étapes depuis le Tour de l'Ain 2013. Il s'aligne deux jours plus tard sur Liège-Bastogne-Liège. Lors de la course, il fait partie des coureurs retardés par une chute collective dans la descente de la côte de la Haute-Levée. Voyant Julian Alaphilippe à terre et très touché, il fait preuve de fair-play, choisit de prendre des nouvelles de son ami membre d'une équipe concurrente et alerter des secours perdant ainsi toute chance personnelle d'obtenir un résultat,, ce qui lui vaut d'obtenir un prix décerné par le Comité international pour le fair-play. Ému par cette chute, il abandonne la course peu après.
Nanti de sa victoire au Tour des Alpes, Bardet s'annonce comme un des favoris du Tour d'Italie derrière Richard Carapaz. Il termine tout d'abord 17e du contre-la-montre de la deuxième étape à 24 secondes de Simon Yates puis deuxième de la neuvième étape au sommet du Blockhaus. Il effectue un rôle d'équipier pour Alberto Dainese lors de la onzième étape que l'Italien remporte au terme d'un sprint massif. Alors quatrième du classement général, il tombe malade durant la douzième étape et est atteint de douleurs à l'estomac. Cette maladie le contraint à l'abandon au cours de l'étape du lendemain.
Sans objectifs précis en tête, il décide finalement de s'aligner sur le Tour de France. Il s'illustre au cours de la 11e étape, dont l'arrivée est jugée au col du Granon, en prenant la 3e place de l'étape, derrière Jonas Vingegaard et Nairo Quintana, ce qui lui permet de prendre la deuxième place du classement général. Le lendemain, il cède du terrain dans la montée de l'Alpe d'Huez, rétrogradant à la quatrième place. Il perd encore du temps dans les Pyrénées, toutefois il remonte à la 7e place du général à l'issue du contre-la-montre de Rocamadour, puis est reclassé sixième après le déclassement de Nairo Quintana.
Il réalise une bonne fin de saison avec une 8e place sur Grand Prix cycliste de Montréal et une 9e position sur le Tour de Lombardie. Il participe également aux mondiaux, où il ne peut suivre l'attaque victorieuse de Remco Evenepoel.

#### 2023: Abandon sur le Tour de France et victoire sur le contre-la-montre par équipes de la Vuelta
Romain Bardet aborde 2023 en ayant le Tour de France en objectif principal. Il commence la saison en prenant la 8e place du Tour des Alpes-Maritimes et du Var et la 7e de Paris-Nice. Après un abandon sur le Tour de Catalogne, il revient sur la Flèche wallonne qu'il termine à la 9e place, après avoir été un des rares à tenter d'attaquer Tadej Pogačar dans l'ascension finale du Mur de Huy. Il participe ensuite à Liège-Bastogne-Liège qu'il finit à la 15ème place.
Cinquième du Tour de Suisse pour sa première participation à l'épreuve helvète, il n'est pas en mesure de lutter parmi les protagonistes de la course lors du Tour de France. Malade durant la deuxième semaine, il abandonne au cours de la quatorzième étape à la suite d'une chute qui lui cause notamment une commotion cérébrale,.
Participant au Tour d'Espagne, il se classe d'abord 3e au général, après la victoire de son équipe au contre-la-montre inaugural de Barcelone. Mais il recule à la 7e place lors de la troisième étape, et il dégringole à la 40e place à l'issue de la cinquième étape. Lors de la 14e étape, il fait une grande partie de la course en tête avec Remco Evenepoel mais doit laisser filer le Belge à 4 km de l'arrivée à Larra-Belagua et prend la deuxième place de l'étape. Le lendemain matin, avant le départ de l'étape suivante, Evenepoel, qui avait reçu la veille le prix de la combattivité, lui offre ce trophée à l'intérieur du bus de la DSM.

#### 2024: Deuxième à Liège-Bastogne-Liège, victoire d'étape et maillot jaune sur le Tour de France
Romain Bardet aborde 2024 avec la perspective de participer au Tour d'Italie ainsi qu'au Tour de France avec comme objectif des victoires d'étape sans négliger le classement général du Giro. Il commence sa saison le 16 février par une troisième place lors de la Classic Var. En mars, il chute lors de la cinquième étape de Tirreno-Adriatico. Présentant des symptômes de commotion cérébrale après l'étape, il ne prend pas le départ le lendemain. Après avoir terminé cinquième du classement général du Tour des Alpes (15 au 19 avril), Bardet s'aligne le 21 avril sur Liège-Bastogne-Liège. Il se détache d'un groupe de poursuivants à 12 km de l'arrivée et termine deuxième de la Doyenne, entre le vainqueur Tadej Pogačar et Mathieu van der Poel.
Comme envisagé en début d'année, il est ensuite le chef de file de sa formation sur le Giro où il vise une victoire d'étape en montagne et une place au classement général. Perdant une minute sur Tadej Pogačar dès le premier jour, Bardet figure à la quatorzième place du classement général à près de huit minutes du Slovène au terme de la première semaine de course,. Il réussit à terminer combatif de la huitième étape mais ne parvient pas à suivre Tadej Pogačar qui remporte l'étape. Membre de l'échappée qui joue la victoire dans la dixième étape, il termine deuxième, devancé par Valentin Paret-Peintre au sommet du Bocca della Selva, et passe septième du classement général. En difficulté sur le deuxième contre-la-montre qu'il termine à la quarantième place, il recule à la huitième place du classement général. Le lendemain, pour la première étape dépassant les 2000 mètres d'altitude, il est distancé par Pogačar mais attaque ensuite dans le passo di Foscagno, reprenant du temps à tous les autres protagonistes de la course et termine cette deuxième semaine en septième position du classement général à près de onze minutes du Slovène. Moins en vue en dernière semaine et en difficulté lors de la vingtième étape, il conclut ce Giro à la neuvième place à plus de 20 minutes du vainqueur, Tadej Pogačar.
En juin, Romain Bardet annonce mettre un terme à sa carrière de coureur sur route à l'issue du Critérium du Dauphiné 2025. Il souhaite ensuite se réorienter vers le gravel avec comme objectif le championnat du monde 2025 de la discipline disputé à Nice. Le 29 juin, lors de l'étape inaugurale du Tour de France, Bardet sort du peloton à 50 km de l'arrivée et rejoint l'échappée matinale où figure son coéquipier Frank van den Broek. Les deux coureurs distancent leurs derniers rivaux et résistent au retour du peloton pendant 40 km. Bardet s'impose et endosse pour la première fois le maillot jaune, pour le dernier Tour de France de sa carrière. Il cède ce maillot à Tadej Pogačar dès le lendemain. Bardet est en septembre sélectionné pour la course en ligne des championnats du monde. Lors de l'épreuve, l'équipe de France est rapidement privée de son chef de file Julian Alaphilippe. Le sélectionneur Thomas Voeckler décide d'attribuer le rôle de leader à Bardet qui obtient la dixième place. Malade, il doit en fin de saison renoncer à prendre le départ du Tour de Lombardie.

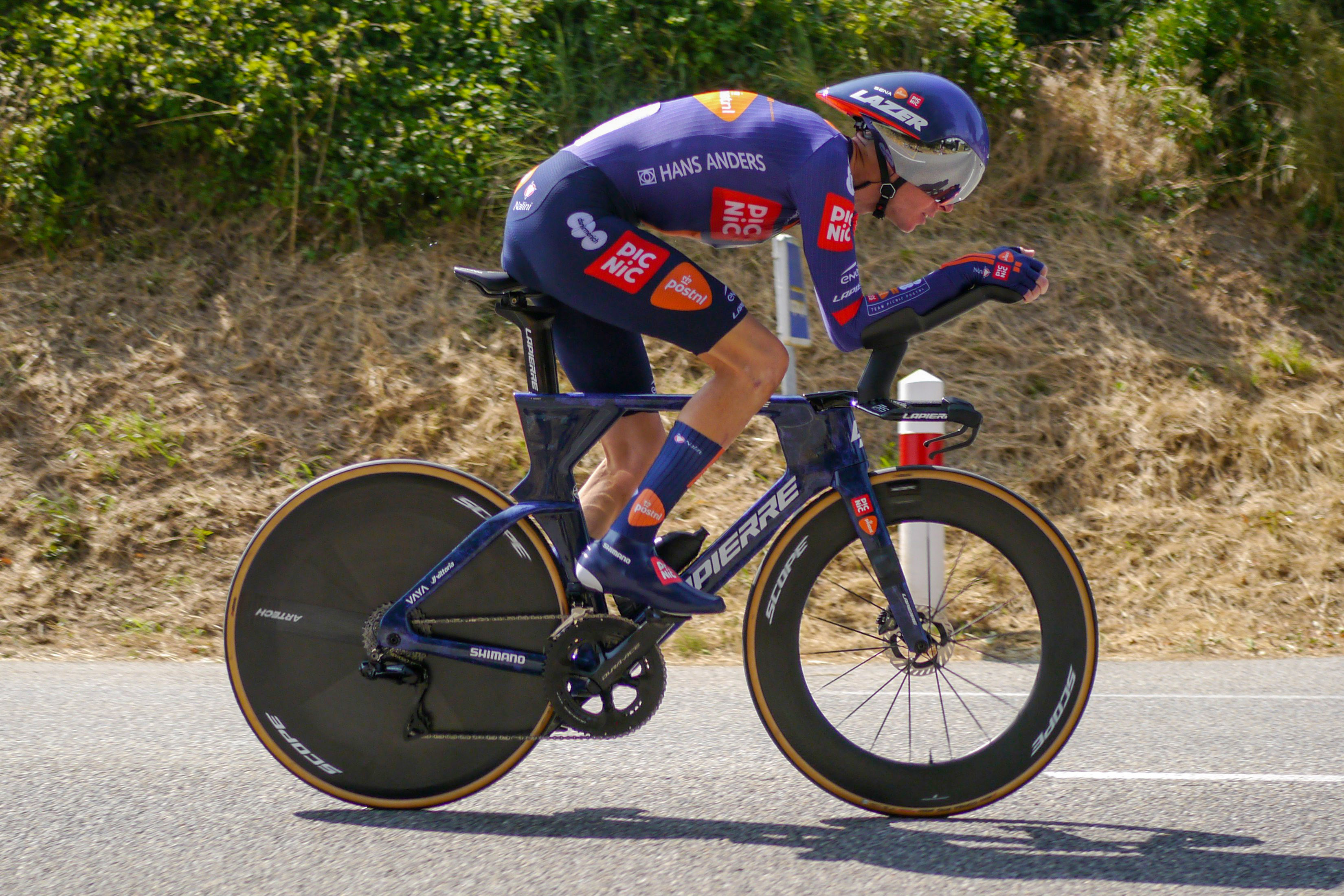
Romain Bardet sur le Critérium du Dauphiné 2025.

#### 2025: La dernière demi-saison
Romain Bardet aborde 2025 avec un programme basé sur des courses qu'il « adore ». Il commence sa saison lors de la Figueira Champions Classic où il termine à la douzième place. Le 21 février, il chute à 24 kilomètres de l'arrivée de la 3e étape du Tour de l'Algarve. Touché au bras gauche, il doit abandonner. Cette blessure le contraint à renoncer à participer à Paris-Nice et perturbe la suite de sa saison,. Il est présent sur le Tour d'Italie avec l'ambition de gagner une étape et d'obtenir ainsi au moins une victoire d'étape sur chacun des trois grands tours. Cet objectif n'est pas atteint par le Français, malgré plusieurs échappées et une deuxième place sur la 17e étape,. Il termine finalement à la 26e du classement général. En juin, il prend le départ de la dernière course de sa carrière, le Critérium du Dauphiné. Après s'être échappé au cours de la 1re étape, il fausse une nouvelle fois compagnie au peloton lors de la 6e en compagnie de sept autres coureurs avant d'être rattrapé puis dépassé par les favoris du jour quelques dizaines de kilomètres plus loin. Au départ de la 8e étape, son dernier jour de course, le peloton lui fait une haie d'honneur.

### Carrière de consultant
Bardet met un terme à sa carrière à la fin du Critérium du Dauphiné 2025 et annonce qu'il va devenir consultant sportif pour Eurosport,, au moins sur le Tour de France 2025 où il sera sur une moto en immersion dans le peloton lors de la deuxième semaine de course,,.

### Vie privée
Romain Bardet s'est marié avec Amandine Cid le 21 octobre 2017. Leur fils Angus est né en 2020.

## Style
Romain Bardet est un coureur classé comme grimpeur et puncheur. Comparé à Alexandre Vinokourov par son directeur sportif Gilles Mas à ses débuts en tant que professionnel, Romain Bardet est également comparé à Gilles Delion pour ses qualités physiques, son origine géographique ainsi que pour son affection du Tour de Lombardie et plus largement des classiques. Ils ont également tous les deux terminé quinzième de leur premier Tour de France. Initialement connu pour ses capacités en montée de côtes ou en moyenne montagne, il montre en 2014, particulièrement sur le Tour de France, des aptitudes à être parmi les meilleurs dans les ascensions les plus difficiles.
Bon grimpeur, il est également bon descendeur comme l'illustrent ses victoires d'étapes en 2015 sur le Critérium du Dauphiné et au Tour de France. Sur les courses d'un jour, ses caractéristiques lui permettent de viser Liège-Bastogne-Liège et le Tour de Lombardie.
Leader naturel, il se caractérise par une approche méticuleuse de son métier, ce qui rejaillit sur ses coéquipiers. Dans cette optique il est entouré en 2015 d'un entraîneur, d'un spécialiste de la nutrition et de spécialistes de l'altitude. Bardet affectionne de courir par temps pluvieux, car, selon lui, « tout le monde est plus exposé, les risques augmentent ».
Bardet est également reconnu pour effectuer des études supérieures parallèlement à sa carrière de coureur. Ayant effectué sa scolarité à Brioude, à l'exception d'une année au pôle espoir de Riom, il a obtenu une licence de droit public en 2011, et en 2015 un master en management.
Longtemps catalogué « cycliste-étudiant » dans ses apparitions médiatiques, il critique cette image donnée de lui. Recevant les palmes académiques en 2019, il confie néanmoins : « Le fait d’être étudiant et cycliste a été une force dans mon parcours. Pour moi, la réussite sportive et la réussite scolaire vont vraiment de pair ».

## Prises de position contre le dopage
Romain Bardet est membre du MPCC, une association qui milite pour un cyclisme sans dopage et prône des règles strictes en matière d'autorisation médicale à but thérapeutique. Lorsqu'il rejoint l'équipe Sunweb, il cite parmi les raisons de son choix le fait que l'équipe allemande soit membre du MPCC, tout comme sa précédente équipe AG2R La Mondiale.
En mars 2015, Romain Bardet est profondément affecté par le contrôle positif à l'EPO de son coéquipier Lloyd Mondory. En conférence de presse, il se dit « en colère », « trahi », « sali » par cette affaire, et révèle qu'il se faisait traiter de « dopé » par ses camarades et ses professeurs au collège, étant le seul à faire du vélo, alors que le cyclisme était dans ses « années sombres ».
Il déclare que le comportement de Mondory, un cas isolé, ne fait que donner des arguments à ceux qui ne connaissent pas le cyclisme, pour le stigmatiser malgré tous les efforts faits en matière de lutte antidopage. Il ajoute : « Nous devons désormais, avec une solidarité encore renforcée, œuvrer pour faire prévaloir notre vision du cyclisme. Celle d'un sport sain, exemplaire et surtout inspirant pour les jeunes générations »,.
Le 25 juillet 2016, l'ancien entraîneur de l'équipe Festina, Antoine Vayer, qui n'hésite jamais à accuser les coureurs de dopage, écrit une chronique dans Le Monde, où il s'interroge sur les performances du Français, qui s'est hissé à la deuxième place du Tour de France 2016.
Romain Bardet répondra un an plus tard lors d'une interview à Libération : « Je ne me suis encore jamais exprimé sur le sujet, parce que je voulais passer à autre chose. C'était la première fois qu'on me suspectait ! J'étais dans l'incompréhension la plus totale [...]. Le Tour de France est devenu un événement si grand, que certains l'utilisent comme une tribune. Leur credo, c'est le discrédit permanent. Je sais très bien qu'il y a eu de nombreux problèmes dans le passé. Mais j'ai l'impression qu'on déforme la réalité d'aujourd'hui, à la lumière de ce passé ». S'il accepte que toute performance peut être « sujette à caution » au vu du passé du cyclisme, il estime qu'il tient sa deuxième place d'une « série d'opportunités» saisies « au bon moment » : « S'il ne pleut pas sur l'étape de Saint-Gervais au Tour 2016, peut-être que Froome ne tombe pas. S'il ne tombe pas, je ne peux certainement pas mener mon échappée à bien et je ne termine pas deuxième au classement final… », soit « tout ce qu'Antoine Vayer ne peut pas intégrer, quand il fait des estimations de puissance dans les cols ».
En 2018, Romain Bardet évoque dans L'Équipe et Het Nieuwsblad le contrôle « anormal » au salbutamol de Christopher Froome sur le précédent Tour d'Espagne. Le Français déclare : « Si j'étais dans sa position, je n'envisagerais tout simplement pas d'être au départ du Tour de France et j'aurais honte de me retrouver lié à une telle affaire » et regrette que le règlement ne prévoie pas « une mise à l'écart provisoire de la compétition en attendant le résultat ». Le salbutamol est une substance autorisée pour traiter l'asthme, dont le Britannique avait dépassé la limite règlementaire.
Le 24 novembre 2021, Bardet s'exprime sur le site Cyclingnews à propos des cétones, substances utilisées comme compléments alimentaires par certaines équipes. Les équipes membres du MPCC voudraient les voir interdites tant par une certaine iniquité que par un manque de recul sur d'éventuels effets secondaires. Romain Bardet regrette que « les règles [soient] trop permissives » et « les lois […] trop laxistes ». Selon lui, les autorités antidopage devraient interdire rapidement les cétones et ne pas attendre trop de temps comme cela a été fait avec le tramadol. Il ajoute que le cyclisme a besoin de davantage de contrôles à cause de son passé même si cela « coûte beaucoup d'argent ». S'il fait « confiance en ceux qui gèrent la lutte contre le dopage », il s'inquiète néanmoins de la baisse drastique des contrôles due à la pandémie de Covid-19.

## Palmarès et résultats

### Palmarès amateur
| - 2006 - Champion d'Auvergne sur route cadets - 2007 - Prix des Gueules Noires - 2008 - Grand Prix du Chabanou - Prix de la zone industrielle de Cusset - 2e de la Ronde des vallées - 2e du Tour de la Vallée de la Trambouze - 2e du Challenge national juniors - 2009 - Grand Prix de Saint-Flour - Grand Prix d'Issoire - 2e du Grand Prix de la Trinité - 2e du Chrono de Maringues - 3e de La Commentryenne - 3e du Critérium de la Saint-Julien - 2010 - Grand Prix de Bourmont - Grand Prix Guilloteau - Grand Prix de Paulhaguet - 4e étape de la Ronde de l'Isard d'Ariège - 8e épreuve de la Ronde finistérienne - 6e du Tour de l'Avenir | - 2011 - Champion de Rhône-Alpes sur route - Champion d'Auvergne de cyclo-cross - Circuit des Communes de la Vallée du Bédat - Tour de l'Ardèche Méridionale : - Classement général - 1re et 2e étapes - 2e et 3e étapes du Tour des Pays de Savoie - Tour de l'Avenir : - Classement par points - 5e étape - Grand Prix de Chamoux-sur-Gelon - Grand Prix d'Issoire - 2e du Grand Prix de Saint-Étienne Loire - 2e du Tour des Pays de Savoie - 2e de Liège-Bastogne-Liège espoirs - 2e du Grand Prix d’Yssingeaux - 3e du Tour Loire Pilat - 3e du Circuit des Deux Ponts - 3e du Prix des Vins Nouveaux |  |

### Palmarès professionnel
| - 2012 - Champion d'Auvergne de cyclo-cross - 2013 - Classement général du Tour de l'Ain - 3e de la Classic Sud Ardèche - 5e du Tour de Pékin - 2014 - Drôme Classic - 2e du Tour de l'Ain - 4e du Tour de Catalogne - 5e du Critérium du Dauphiné - 5e du Grand Prix cycliste de Montréal - 6e du Tour de France - 10e de Liège-Bastogne-Liège - 2015 - 5e étape du Critérium du Dauphiné - Tour de France : - Prix de la combativité - 18e étape - 3e de l'Aquece Rio-International Road Cycling Challenge - 6e de Liège-Bastogne-Liège - 6e du Critérium du Dauphiné - 7e du Grand Prix cycliste de Montréal - 9e du Tour de Romandie - 9e du Tour de France - 2016 - 19e étape du Tour de France - 2e du Tour d'Oman - 2e du Critérium du Dauphiné - 2e du Tour de France - 2e du Tour d'Émilie - 4e du Tour de Lombardie - 6e du Tour de Catalogne - 9e de Paris-Nice - 2017 - 12e étape du Tour de France - 3e du Tour de France - 6e de Liège-Bastogne-Liège - 6e du Critérium du Dauphiné - 10e du Tour de Catalogne - 2018 - Classic de l'Ardèche - Médaillé d'argent au championnat du monde sur route - 2e des Strade Bianche - 2e du Tour du Finistère - 2e du Tour de Toscane - 3e de Liège-Bastogne-Liège - 3e du Critérium du Dauphiné - 6e du Tour de France - 9e de la Flèche wallonne | - 2019 - Classement du meilleur grimpeur du Tour de France - 2e du Tour du Haut-Var - 2e du Mont Ventoux Dénivelé Challenges - 5e de Paris-Nice - 9e de l'Amstel Gold Race - 10e du Critérium du Dauphiné - 2020 - 2e du Tour des Alpes-Maritimes et du Var - 6e du Critérium du Dauphiné - 2021 - 3e étape du Tour de Burgos - 14e étape du Tour d'Espagne - 7e du Tour d'Italie - 8e de Tirreno-Adriatico - 8e du Tour de Lombardie - 2022 - Classement général du Tour des Alpes - 6e du Tour de France - 8e du Grand Prix cycliste de Montréal - 9e du Tour des Émirats arabes unis - 9e du Tour de Lombardie - 2023 - 1re étape du Tour d'Espagne (contre-la-montre par équipes) - 5e du Tour de Suisse - 7e de Paris-Nice - 7e du Tour de Romandie - 9e de la Flèche wallonne - 2024 - 1re étape du Tour de France - 2e de Liège-Bastogne-Liège - 3e de la Classic Var - 9e du Tour d'Italie - 10e du championnat du monde sur route |  |

### Résultats sur les grands tours

#### Tour de France
11 participations
- 2013 : 15e
- 2014 : 6e
- 2015 : 9e,  supercombatif, vainqueur de la 18e étape
- 2016 : 2e, vainqueur de la 19e étape
- 2017 : 3e, vainqueur de la 12e étape
- 2018 : 6e
- 2019 : 15e,  vainqueur du Grand prix de la montagne
- 2020 : non-partant (14e étape)
- 2022 : 6e
- 2023 : abandon (14e étape)
- 2024 : 30e, vainqueur de la 1re étape,  maillot jaune pendant 1 jour

#### Tour d'Italie
4 participations
- 2021 : 7e
- 2022 : abandon (13e étape)
- 2024 : 9e
- 2025 : 26e

#### Tour d'Espagne
3 participations
- 2017 : 17e
- 2021 : 25e, vainqueur de la 14e étape
- 2023 : 21e, vainqueur de la 1re étape (contre-la-montre par équipes)

### Résultats sur les classiques
Ce tableau représente les résultats de Romain Bardet sur les classiques auxquelles il a déjà participé au moins une fois.
| Légende | Légende | Légende | Légende     | Légende | Légende              | Légende | Légende       | Légende | Légende     |
| ------- | ------- | ------- | ----------- | ------- | -------------------- | ------- | ------------- | ------- | ----------- |
| Ab.     | Abandon | HD      | Hors-délais | -       | Pas de participation | ×       | Pas d'épreuve | Np.     | Non-partant |

| Année | Strade Bianche | Milan- San Remo | Tour des Flandres | Amstel- Gold Race | Flèche wallonne | Liège- Bastogne-Liège | Classique de Saint-Sébastien | Vattenfall Cyclassics | GP de Plouay | GP de Québec | GP de Montréal | Tour de Lombardie | Championnat du monde |
| ----- | -------------- | --------------- | ----------------- | ----------------- | --------------- | --------------------- | ---------------------------- | --------------------- | ------------ | ------------ | -------------- | ----------------- | -------------------- |
| 2012  | -              | -               | -                 | 29e               | -               | 33e                   | 73e                          | 29e                   | 56e          | 22e          | 29e            | 25e               | -                    |
| 2013  | -              | 17e             | -                 | 48e               | 111e            | 13e                   | 20e                          | 99e                   | 25e          | 107e         | 16e            | -                 | 28e                  |
| 2014  | -              | -               | -                 | 33e               | 35e             | 10e                   | 18e                          | -                     | 85e          | 24e          | 5e             | 11e               | 62e                  |
| 2015  | -              | -               | -                 | -                 | -               | 6e                    | 84e                          | -                     | -            | 35e          | 7e             | 17e               | -                    |
| 2016  | -              | -               | -                 | -                 | -               | 13e                   | -                            | -                     | -            | 22e          | 20e            | 4e                | -                    |
| 2017  | -              | -               | -                 | -                 | 13e             | 6e                    | -                            | -                     | -            | -            | -              | -                 | -                    |
| 2018  | 2e             | -               | -                 | -                 | 9e              | 3e                    | -                            | -                     | -            | -            | -              | Ab.               | 2e                   |
| 2019  | -              | 50e             | -                 | 9e                | -               | 13e                   | 21e                          | -                     | -            | -            | -              | -                 | -                    |
| 2020  | -              | -               | 25e               | ×                 | -               | -                     | ×                            | ×                     | -            | ×            | ×              | -                 | -                    |
| 2021  | 20e            | 27e             | -                 | -                 | -               | -                     | -                            | ×                     | -            | ×            | ×              | 8e                | -                    |
| 2022  | -              | -               | -                 | -                 | -               | Ab.                   | -                            | -                     | -            | 20e          | 8e             | 9e                | 22e                  |
| 2023  | -              | -               | -                 | -                 | 9e              | 15e                   | 38e                          | -                     | -            | -            | -              | 11e               | -                    |
| 2024  | 17e            | -               | -                 | -                 | -               | 2e                    | Ab.                          | -                     | -            | 90e          | 11e            | Np.               | 10e                  |
| 2025  | -              | -               | -                 | -                 | -               | 82e                   |                              |                       |              |              |                |                   |                      |

### Courses par étapes
Le tableau suivant présente les résultats de Romain Bardet lors des principales courses à étapes d'une semaine.
| Année | Paris- Nice | Tirreno- Adriatico | Tour de Catalogne | Tour du Pays basque | Tour de Romandie | Critérium du Dauphiné | Tour de Suisse |
| ----- | ----------- | ------------------ | ----------------- | ------------------- | ---------------- | --------------------- | -------------- |
| 2012  | -           | -                  | 12e               | -                   | -                | -                     | -              |
| 2013  | 27e         | -                  | -                 | 53e                 | -                | -                     | -              |
| 2014  | 36e         | -                  | 4e                | -                   | -                | 5e                    | -              |
| 2015  | 14e         | -                  | Abandon           | -                   | 9e               | 6e                    | -              |
| 2016  | 9e          | -                  | 6e                | -                   | 27e              | 2e                    | -              |
| 2017  | Exclusion   | -                  | 10e               | 15e                 | -                | 6e                    | -              |
| 2018  | -           | 13e                | -                 | 13e                 | -                | 3e                    | -              |
| 2019  | 5e          | -                  | Abandon           | -                   | -                | 10e                   | -              |
| 2020  | 19e         | -                  | ×                 | ×                   | ×                | 6e                    | -              |
| 2021  | -           | 8e                 | -                 | -                   | -                | -                     | -              |
| 2022  | -           | 12e                | -                 | -                   | -                | -                     | -              |
| 2023  | 7e          | -                  | Abandon           | -                   | 7e               | -                     | 5e             |
| 2024  | -           | Abandon            | -                 | -                   | -                | -                     | -              |
| 2025  | -           | -                  | -                 | -                   | -                |                       |                |

### Classements mondiaux
En 2005, l'UCI ProTour et les circuits continentaux sont créés, ayant chacun leur classement. De 2005 à 2008, le classement de l'UCI ProTour classe les coureurs membres d'équipes ProTour en fonction des points qu'ils ont obtenu lors des courses du calendrier UCI ProTour, soit 15 courses en 2008. Les trois grands tours, Paris-Roubaix, la Flèche wallonne, Liège-Bastogne-Liège, le Tour de Lombardie, Tirreno-Adriatico et Paris-Nice ne sont pas pris en compte dans ce classement. En 2009 et 2010, un « classement mondial UCI » remplace le classement ProTour. Il prend en compte les points inscrits lors des courses ProTour et des courses qui n'en font plus partie, regroupées dans un « calendrier historique », soit au total 24 courses en 2009 et 26 en 2010. Ce nouveau classement prend en compte les coureurs des équipes continentales professionnelles. En 2011, l'UCI ProTour devient l'UCI World Tour et reprend dans son calendrier les courses qui l'avaient quitté en 2008. Il comprend 27 courses en 2011 et son classement ne concerne plus que les coureurs membres des 18 équipes ProTeam, dont ne fait pas partie Chambéry CF. En 2012, en intégrant AG2R La Mondiale, Romain Bardet peut être classé au World Tour mais ne l'est plus dans les classements continentaux.
| Année                  | 2009 | 2010 | 2011 | 2012 | 2013 | 2014 | 2015 | 2016 | 2017 | 2018 | 2019 | 2020 | 2021 | 2022 | 2023 | 2024 |
| ---------------------- | ---- | ---- | ---- | ---- | ---- | ---- | ---- | ---- | ---- | ---- | ---- | ---- | ---- | ---- | ---- | ---- |
| UCI World Tour         |      |      |      | nc   | 71e  | 18e  | 23e  | 8e   | 19e  | 14e  |      |      |      |      |      |      |
| Classement mondial UCI |      |      |      |      |      |      |      | 6e   | 32e  | 10e  | 63e  | 93e  | 54e  | 49e  | 50e  | 32e  |
| UCI Asia Tour          |      |      |      |      |      |      |      |      | 104e |      |      |      |      |      |      |      |
| UCI Europe Tour        | 855e | 445e | 82e  |      |      |      |      | 66e  |      | 45e  | 51e  | 78e  | 45e  | 42e  | 42e  | 25e  |

## Distinctions
- 2015 et 2018 : 3e du Vélo d'or français
- 2016 et 2017 : Vélo d'or français
- 2024 : Trophée Bernard Hinault

## Décorations
- Chevalier de l'ordre des Palmes académiques (2019[117]).